# Aloinopsis spathulata
Aloinopsis  spathulata es una especie de planta suculenta perteneciente a la familia de las aizoáceas. Es originaria de Sudáfrica.

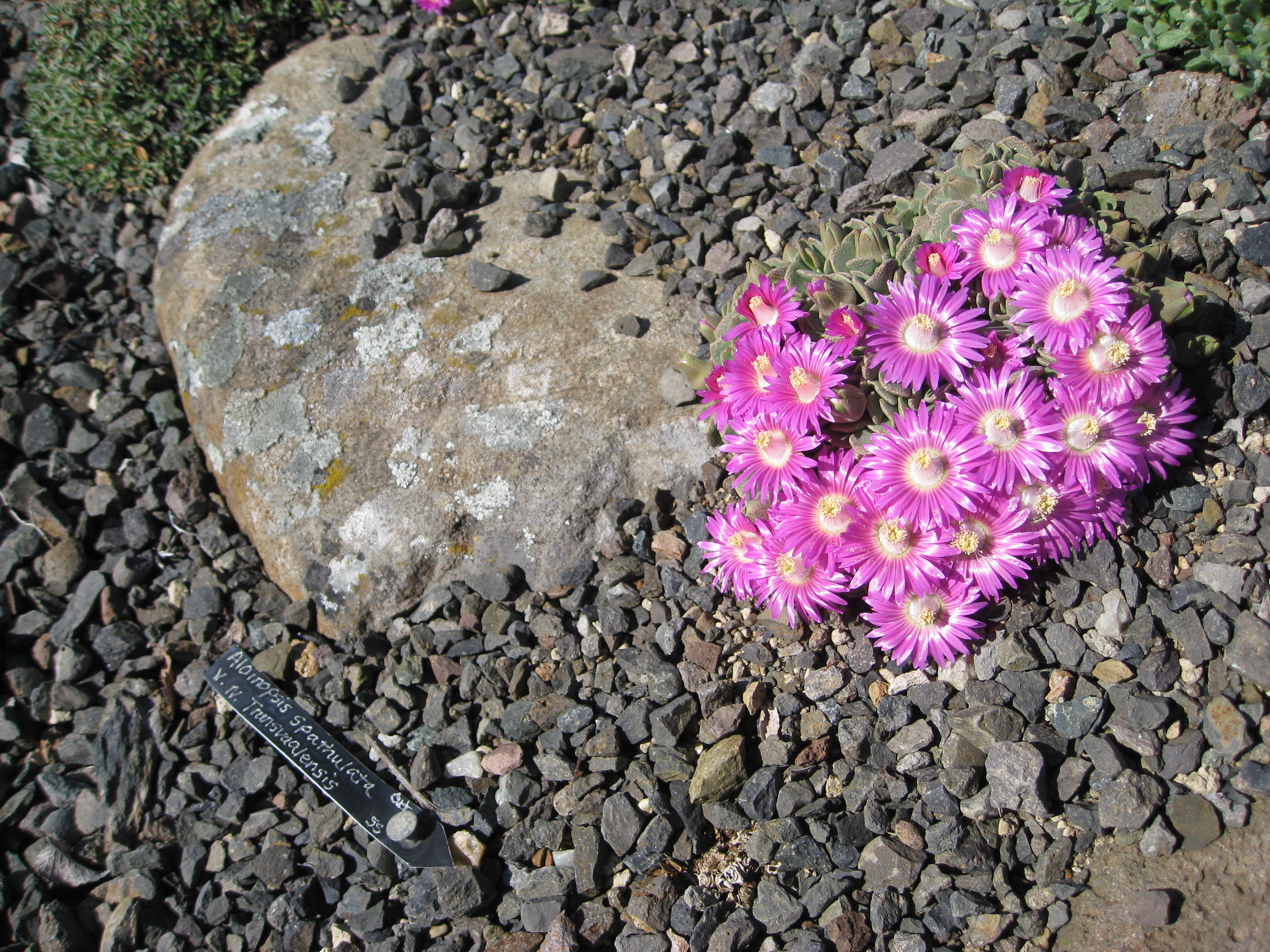
En su hábitat

## Descripción
Es una pequeña planta suculenta perennifolia que alcanza un tamaño de 2 a 4 cm de altura a una altitud de 1200 - 1800 metros en Sudáfrica.

## Taxonomía
Aloinopsis  spathulata fue descrita por (L.Bolus) L.Bolus y publicado en Notes Mesembryanthemum [H.M.L. Bolus] 3: 256. 1954
Etimología
Aloinopsis: nombre genérico que significa "similar al Aloe"
spathulata: epíteto latín que significa "con pequeña espata".
Sinonimia
- Mesembryanthemum spathulatum Thunb. basónimo
- Nananthus spathulatus (Thunb.) G.D.Rowley
- Titanopsis spathulata (Thunb.) Schwantes
- Nananthus crassipes (Marloth) L.Bolus
- Titanopsis crassipes (Marloth) N.E.Br.
- Aloinopsis crassipes (Marloth) L.Bolus
- Mesembryanthemum crassipes Marloth (1922)[4]